# Graeme Burton
Graeme William Burton (* 1971) ist ein neuseeländischer Gewaltverbrecher, Gefängnisausbrecher und Mörder. Er zählt zu den gefährlichsten Strafgefangenen des Landes und verbüßt gegenwärtig im Hochsicherheitsgefängnis Auckland Prison die längste Sicherungsverwahrung, die je von einem neuseeländischen Gericht verhängt wurde.

## Kriminelle Anfänge und Verurteilung wegen Mordes
Graeme Burton wurde als Neugeborener von Adoptiveltern übernommen, wobei sein Adoptivvater starb, als Burton drei Jahre alt war. Mit 15 Jahren begann er Drogen zu nehmen und verübte unter anderem Betrügereien, Einbrüche und Raubüberfälle, um seine immer stärker werdende Drogensucht finanzieren zu können. Im Alter von erst 21 Jahren hatte er es bereits auf 91 Verurteilungen gebracht.
Im Mai 1992 erstach er im Drogenrausch den Angestellten eines Nachtclubs in Wellington und wurde daraufhin wegen Mordes zu einer lebenslangen Freiheitsstrafe verurteilt. Burton war zuvor der Zutritt in den Club verwehrt worden. Da er als skrupellos und sehr gewalttätig eingestuft wurde, kam er zur Verbüßung seiner Haftstrafe ins Auckland Prison, das einzige Hochsicherheitsgefängnis des Landes, das zudem als ausbruchssicher galt.

## Ausbruch aus dem Auckland Prison
Dort plante er zusammen mit drei Mithäftlingen einen Gefängnisausbruch. Seine Komplizen waren dabei der 41-jährige Berufsverbrecher Arthur Taylor, der es bereits auf rund 130 Verurteilungen gebracht hatte, der 26-jährige, wegen Mordes verurteilte Darren Crowley und der 23-jährige Matthew Thompson, verurteilt für eine Reihe bewaffneter Raubüberfälle. 
Im März 1998 entdeckten sie ein beschädigtes Plexiglasfenster im Duschtrakt, das direkt auf den Gefängnishof führte. Mit einem eingeschmuggelten Metallsägeblatt schafften sie es in dreiwöchiger Arbeit, das Plexiglasfenster vollständig zu entfernen, wobei sie die sichtbaren Schnittstellen mit einem farblich passenden Seifengemisch bedeckten. Anschließend entfernten sie mit eingeschmuggelten Schraubenschlüsseln die Muttern der Fenstergitter, während ein Komplize von außen ein Loch in den Gefängniszaun schnitt. Am 18. Juni flüchteten die vier Insassen durch das Fenster und das Loch und entkamen in einem bereitgestellten Fluchtwagen. Gegen 19:45 Uhr, ca. zehn Minuten nach ihrer Flucht, wurde ihre Abwesenheit bemerkt.
In einer der größten Fahndungen der neuseeländischen Geschichte, die den Staat umgerechnet fast 400.000 Euro kostete, wurden Spezialeinheiten, Straßensperren, Hundestaffeln und Hubschrauber mit Wärmebildkameras eingesetzt. Die vier Flüchtigen hatten sich zwischenzeitlich in der leerstehenden Villa eines amerikanischen Geschäftsmannes in Tairua versteckt und wurden von einer Bekannten mit Lebensmitteln und Drogen versorgt. Nachdem Taylor zusammen mit der Bekannten in die Stadt gefahren war, wurde er von einem Polizisten erkannt, der daraufhin Verstärkung anforderte.

## Erneute Verhaftung
Nachdem Taylor zurück in die Villa geflüchtet war, wurde diese von Spezialeinheiten umstellt. Den Gesuchten gelang es zwar, in den nahen Wald zu entkommen, doch wurden Taylor und die gemeinsame Bekannte kurz darauf verhaftet. Burton und die beiden anderen Häftlinge versteckten sich im Ferienhaus eines deutschen Urlauberpaares, wo sie jedoch nach elftägiger Flucht aufgespürt und widerstandslos überwältigt werden konnten. Burton wurde für die Flucht in sieben Anklagepunkten für schuldig befunden und zu drei weiteren Jahren Haft verurteilt.

## Entlassung und erneute Verbrechen
Am 10. Juli 2006 wurde er auf Bewährung entlassen. Ausschlaggebend dafür waren seine Teilnahme an Kursen zur Aggressivitätsbewältigung und die erfolgreiche Behandlung gegen seine Drogensucht. In Freiheit kam er jedoch schnell wieder mit Drogen in Kontakt und überfiel mehrere Rauschgifthändler. Seit dem 22. Dezember wurde er bereits wegen Verstoßes gegen seine Bewährungsauflagen gesucht. Ebenfalls drang er zweimal gewaltsam in Wohnungen ein und verletzte dabei unter großer Brutalität zwei Menschen.
Am 6. Januar 2007 attackierte er bei Lower Hutt scheinbar grundlos eine Gruppe von Radfahrern. Dabei erschoss er den jungen Familienvater Karl Kuchenbecker und verletzte drei weitere Männer und eine Frau zum Teil schwer. Anschließend lieferte er sich, möglicherweise in suizidaler Absicht (siehe Suicide by cop), ein Feuergefecht mit einschreitenden Polizisten, wobei er angeschossen und überwältigt werden konnte.
Aufgrund der Schussverletzung musste sein rechtes Bein amputiert werden. Am 3. April 2007 wurde er unter anderem erneut wegen Mordes zu einer lebenslangen Freiheitsstrafe mit einer Mindesthaftdauer von 26 Jahren verurteilt, was der dritthöchsten jemals von einem neuseeländischen Gericht ausgesprochenen Mindestfreiheitsstrafe entsprach. Seine gleichzeitige Unterbringung in der Preventive detention machte die Strafe zur längsten Sicherungsverwahrung in der Geschichte des Landes. Zudem war er der bis dahin einzige Neuseeländer, der im Laufe seines Lebens zweimal wegen Mordes verurteilt wurde.
Bereits bei der Überstellung vom Krankenhaus ins Gefängnis von Rimutaka attackierte er einen Wachbeamten und verletzte ihn dabei schwer. Im Gefängnis selbst zettelte er einen mehrstündigen Aufstand an, bei dem er und sieben Mitgefangene Einrichtungsgegenstände beschädigten, Brände legten und gewaltsam gegen das Wachpersonal vorgingen. Daraufhin wurde er erneut ins Auckland Prison verlegt, wo er im Dezember 2008 seinen Mitgefangenen Dwayne Marsh mit 27 Messerstichen lebensgefährlich verletzte und zu weiteren zehn Jahren Haft verurteilt wurde. Eine vorzeitige Entlassung wäre frühestens im Januar 2033 möglich.